# Jägermühle (Radebeul)
Die ehemalige Jägermühle, eine der sieben historischen Wassermühlen der Lößnitz, befindet sich An der Jägermühle 16/18 im Stadtteil Oberlößnitz der sächsischen Stadt Radebeul.

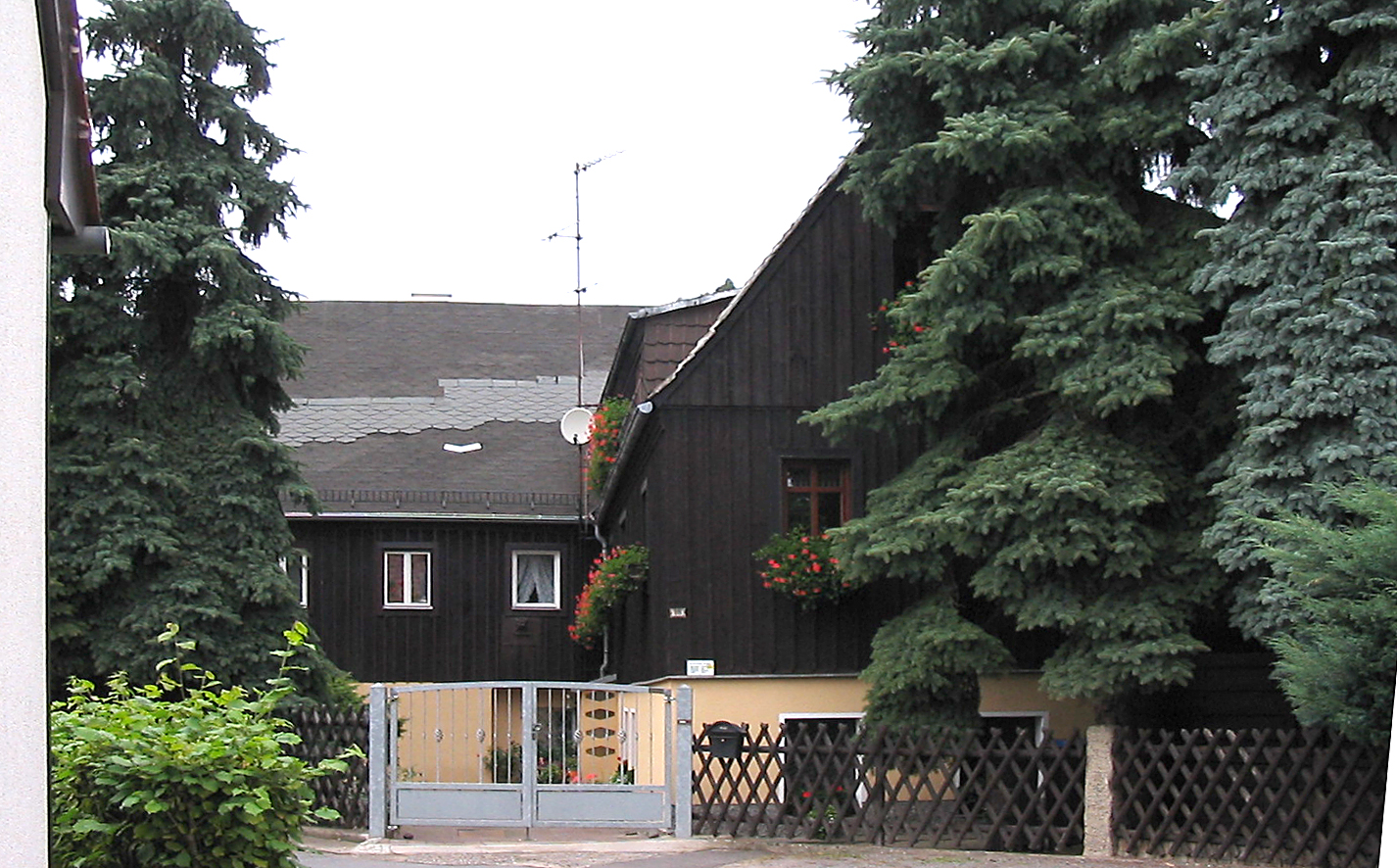
Jägermühle

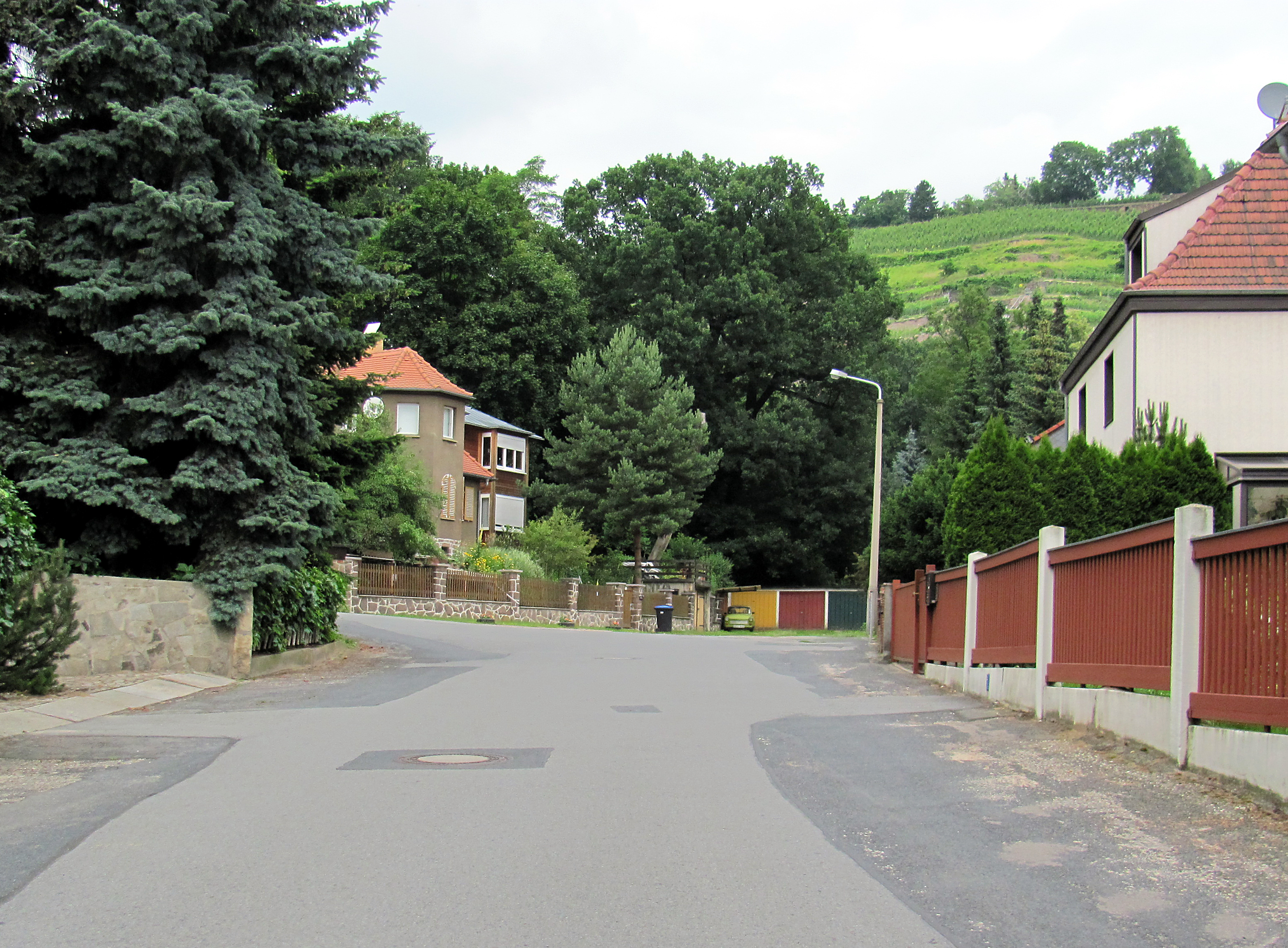
Der nach Norden verlaufende Teil der Straße ist der verfüllte Mühlteich

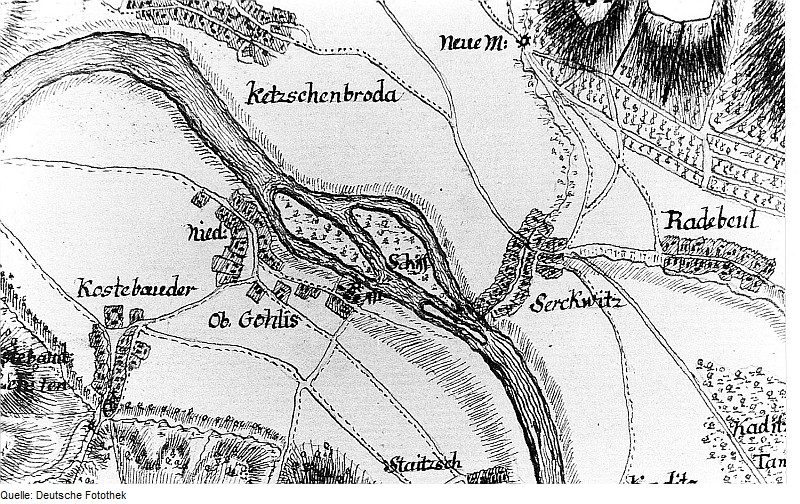
Jägermühle als Neue Mühle, Karte von Petri, nach 1759

Die erste Erwähnung der Jägermühle fand 1586 statt. Die Mühle wurde Mitte des 18. Jahrhunderts erneuert, um 1870 wurde der Mahlbetrieb der Mahl- und Schneidemühle aufgegeben.
Das 1935 als baufällig eingestufte Mühlengebäude wurde 1939 durch den ortsansässigen Architekten Alfred Tischer im Heimatschutzstil erneuert. Dabei entstand auch die auffällige Hechtgaube, eine Kombination aus Fledermausgaube und Schleppgaube, auf der Hofseite.
Bis mindestens 2012 standen die (seit DDR-Zeiten geschützten) hakenförmig aneinandergebauten Wohnhäuser der ehemaligen Jägermühle unter Denkmalschutz, waren jedoch in der Liste 2017 nicht mehr aufgeführt.
Auch das Gebäude An der Jägermühle 15 gehörte zur Mühle. Nördlich davon standen das Sägegattergebäude und das Mühlengebäude mit der Bäckerei, südlich davon die Tischlereigebäude. Der im Norden vom Lößnitzbach abgeleitete Mühlgraben staute sich unmittelbar nördlich zum heute trockengelegten und verfüllten Mühlteich, dessen Unterwasser westlich der Mühlen-, Säge- und Tischlergebäude nach Süden abfloss. Die in den 1930er Jahren ausgebaute Straße verläuft heute durch den ehemaligen Mühlenhof und über den verfüllten Mühlteich.